# 什利亞赫廷齊
49°35′2″N 25°39′55″E / 49.58389°N 25.66528°E
什利亞赫京齊（羅馬化：Shliakhtyntsi）是位於烏克蘭西部特諾皮爾州特諾皮爾區的村莊，始建於十六世紀，面積1.46平方公里，2001年人口849，人口密度每平方公里581.5人。